# Аугусто Ламо Кастільйо
Аугусто Ламо Кастільйо (ісп. Augusto Lamo Castillo, 25 вересня 1938, Бадахос, Естремадура — 10 вересня 2002) — іспанський футбольний арбітр, арбітр ФІФА у 1977—1985 роках.

## Біографія
Ламо Кастільйо провів два роки в Лондоні, вивчаючи маркетинг, вивчивши тоді ж англійську мову, якою він вільно володів, а також французьку
Футбольним арбітром став працювати з сезону 1958/59 років, у віці 20 років. Після проходження через регіональні відділи мадридського футболу, він був підвищений до Терсери у віці 27 років, у сезоні 1965/66, де провів 4 сезони. У Сегунді Аугусто залишився на 3 сезони і був включений до Прімери на сезон 1974/75.
Він дебютував у вищому дивізіоні іспанського футболу на стадіоні «Сан-Мамес» матчем « Атлетік» — «Спортінг Хіхон» (1:4), ставши таким чином першим суддею з Естремадури, який судив ігри першого дивізіону.
За свою кар'єру він відсудив ряд важливих матчів на внутрішній арені, зокрема:
- 19 січня 1975 року він судив дербі «Атлетік» — «Барселона» (1:0).
- 8 червня 1977 року був арбітром другого півфіналу Кубка Іспанії «Реал Бетіс» — «Еспаньйол» (2:0).
- 6 листопада 1977 року обслужив севільське дербі «Севілья» — «Реал Бетіс» (1:0), що пройшло на стадіоні «Рамон Санчес Пісхуан».
- 8 січня 1978 року відсудив своє перше баскське дербі, «Атлетік» — «Реал Сосьєдад» (1:0), зігране на стадіоні «Сан-Мамес».
- 11 травня 1980 року працював на каталонському дербі «Барселона» — «Еспаньйол» (3:1), яке відбулося на «Ноу-Камп».
- 16 травня 1981 року судив прощальний матч футболіста Піррі на стадіоні «Сантьяго Бернабеу» між «Реалом» та збірною Іспанії (1:1).

У віці 47 років він завершив суддівську арену, провівши останній матч у Прімера Дивізіоні, 19 квітня 1986 року в якому зустрілись, «Лас-Пальмас» та «Осасуна» (0:0), а через місяць відсудив останню гру у кар'єрі в рамках Кубка іспанської ліги «Еспаньйол» — «Валенсія» (1:1).

## Міжнародна кар'єра
У сезоні 1977/1978 він отримав статус арбітра ФІФА, дебютувавши на міжнародному рівні 19 жовтня 1977 року в кваліфікаційному матчі до молодіжного чемпіонату Європи між молодіжними збірними Португалії та Люксембургу (3:0).
13 вересня 1978 року він дебютував у Кубку УЄФА, в матчі 1-го туру, де зійшлись східнонімецький «Карл Цейс» та бельгійський «Лірс» (1:0).
18 жовтня 1978 року він дебютував у Кубку володарів кубків УЄФА, у матчі 1/8 фіналу між англійським клубом «Іпсвіч Таун» та австрійським «Вакер Інсбрук» (1:0). 11 квітня 1979 року в рамках того ж розіграшу Кубка кубків він відсудив перший півфінал між «Фортуною» (Дюссельдорф) та «Баніком» (Острава) (3:1).
5 травня 1979 року вперше відсудив матч національних збірних національних команд. Це був відбірковий турнір до чемпіонату Європи 1980 року, в якому Швейцарія приймала збірну НДР (0:2).
На початку 1979 року ФІФА оголосила, що Аугусто буде одни з арбітрів на молодіжному чемпіонаті світу 1979 року, який відбувся в Японії. На турнірі він відсудив дві гри, в тому числі дербі Аргентина-Уругвай у півфіналі (2:0).
| Кубок світу 1979 року до 20 років | Кубок світу 1979 року до 20 років | Кубок світу 1979 року до 20 років | Кубок світу 1979 року до 20 років |
| Дата                              | Матч                              | Рахунок                           | Раунд                             |
| --------------------------------- | --------------------------------- | --------------------------------- | --------------------------------- |
| 26 серпня 1979 року               | Польща — Югославія                | 2-0                               | Груповий етап                     |
| 4 вересня 1979 року               | Аргентина — Уругвай               | 2-0                               | Півфінал                          |

7 листопада 1979 року він дебютував у Кубку європейських чемпіонів у матчі 1/8 фіналу між «Страсбуром» та «Дуклою» (2:0).
У 1981 році Аугусто Ламо Кастільйо разом зі співвітчизниками Еміліо Гурусетою та Хосе Марією Мігелем Пересом поїхали на Золотий кубок чемпіонів світу, товариський турнір, організований ФІФА з нагоди святкування п'ятдесятої річниці першого чемпіонату світу з футболу, який, як і оригінальний турнір, пройшов у Монтевідео, і зібрав національні команди-переможці чемпіонатів світу. Іспанська суддівська бригада відсудила два матчі групового етапу, перший з яких судив Ламо Кастільйо, а двоє його співвітчизників допомагали йому на лініях. Через два дні Гурусета Муро був головним суддею, а Ламо Кастільйо та Мігель Перес — помічниками арбітрів.
| Золотий кубок ФІФА 1980 | Золотий кубок ФІФА 1980 | Золотий кубок ФІФА 1980 | Золотий кубок ФІФА 1980 |
| Дата                    | Матч                    | Рахунок                 | Раунд                   |
| ----------------------- | ----------------------- | ----------------------- | ----------------------- |
| 1 січня 1981 року       | Аргентина — Німеччина   | 2-1                     | Груповий етап           |
| 3 січня 1981 р          | Уругвай — Італія        | 2-0                     | Груповий етап           |

8 березня 1981 року судив перший етап півфінальний матч Кубка УЄФА між «Іпсвіч Таун» та «Кельном» (1:0).
24 березня 1982 року судив матч чвертьфіналу молодіжного чемпіонату Європи Італія — Шотландія.
У середині березня 1982 року Комітетом суддів ФІФА, який відбувся в Цюриху, Аугусто був призначений одним з арбітрів на домашній для Ламо Кастільйо чемпіонат світу 1982 року, де відсудив матч групового етапу між бразильською командою та збірною СРСР (2:1), що проходив на стадіоні «Рамон Санчес-Пісхуан»/
| Чемпіонат світу 1982 року | Чемпіонат світу 1982 року | Чемпіонат світу 1982 року | Чемпіонат світу 1982 року |
| Дата                      | Матч                      | Рахунок                   | Раунд                     |
| ------------------------- | ------------------------- | ------------------------- | ------------------------- |
| 14 червня 1982 року       | Бразилія — СРСР           | 2-1                       | Груповий етап             |

Через два роки Аугусто поїхав і на Євро-1984, де керував матчем між збірними Данії та Югославії (5:0) на груповому етапі, який пройшов на стадіоні «Жерлан».
| Євро-1984           | Євро-1984         | Євро-1984 | Євро-1984     |
| Дата                | Матч              | Рахунок   | Раунд         |
| ------------------- | ----------------- | --------- | ------------- |
| 16 червня 1984 року | Данія — Югославія | 5-0       | Груповий етап |

Після цього іспанець вирушив до Сінгапура, де судив Кубок Азії 1984 року. На цьому турнірі відпрацював у двох матчах групового етапу, а також одному півфіналі, де зустрілись збірні Китаю та Кувейту (1:0).
| Кубок Азії 1984  | Кубок Азії 1984        | Кубок Азії 1984 | Кубок Азії 1984 |
| Дата             | Матч                   | Рахунок         | Раунд           |
| ---------------- | ---------------------- | --------------- | --------------- |
| 3 грудня 1984 р  | Кувейт — Катар         | 1-0             | Груповий етап   |
| 10 грудня 1984 р | Катар — Південна Корея | 1-0             | Груповий етап   |
| 14 грудня 1984 р | КНР — Кувейт           | 1-0             | Півфінал        |

24 квітня 1985 року він провів другий півфінальний матч Кубка європейських чемпіонів між «Бордо» та «Ювентусом» (2:0) на стадіоні «Матмут Атлантік».
7 листопада 1985 року Аугусто відсудив свій останній міжнародний матч, це була гра 1/8 фіналу Кубка чемпіонів УЄФА, в якій на стадіоні «Піттодрі» зустрілись «Абердин» та «Серветт» (1:0).